# Chevallier et Laspalès
Récompenses
Grand Prix de l'humour de la SACEM
Chevallier et Laspalès est un duo d'humoristes français formé en 1981 par Philippe Chevallier et Régis Laspalès et dissout en 2016.
Ils sont notamment célèbres pour leur sketch Le train pour Pau (avec notamment la réplique « C'est vous qui voyez ! »), issu de leur spectacle comique C'est vous qui voyez ! (1992).

## Historique du duo
La première rencontre de Philippe Chevallier et Régis Laspalès se fait au cours du « mariage d'une amie commune, mais pas ordinaire » (dixit Chevallier lui-même). Après avoir été tous les deux au cours Simon (pas en même temps), ils rejoignent la même professeure, partie créer son propre cours.
La même année, ils écrivent et jouent leur premier spectacle, Pas de fantaisie dans l'orangeade au café d'Edgar. Cette pièce leur permet de rencontrer Philippe Bouvard , qui leur ouvre les portes du Petit Théâtre de Bouvard sur Antenne 2. Ils s'y produisent pendant cinq ans, entre 1982 et 1987, et accèdent à la célébrité. Après les années 1980 de l'humour politique et de la bouffonnerie contestataire, le duo passe à un autre registre, celui du quotidien et d'un comique de personnages et de situation.
Durant les dix années suivantes, la popularité du duo croît,  tandis qu'il enchaîne les « two-men show » qui l'installent durablement dans le paysage : Bien dégagé autour des oreilles SVP (1988), C'est vous qui voyez ! (1992) et Chevallier et Laspalès vont au Dejazet (1996). Les grandes salles parisiennes les accueillent:  l'Olympia ou le Palais des glaces.
Au cinéma Ils jouent dans Le Pari (1997) de Bernard Campan et Didier Bourdon, et dans Ça n'empêche pas les sentiments (1998) en compagnie de Cécile Bois.

En 1998, ils apparaissent dans la pièce de théâtre Ma femme s’appelle Maurice, de Rafy Shart. En deux ans et demi et 600 représentations, la pièce rassemble quelque 350 000 spectateurs. En 1999, la SACEM leur décerne le Grand Prix de l'humour. Ils jouent ensuite dans l'adaptation de leur pièce au cinéma, avec Ma femme s'appelle Maurice de Jean-Marie Poiré (2002).
| |  |  |
| Philippe Chevallier, le « monsieur Loyal » et Régis Laspalès, le « fou du roi » du duo[réf. nécessaire]. |  |  |

Les deux amis travaillent aussi chacun de son côté : Régis Laspalès au théâtre et à la télévision, dans le téléfilm L'ami Joseph, inspiré de l'œuvre de Maupassant, et Philippe Chevallier dans la photographie, qui est l'une de ses passions. Ils se retrouvent sur scène en 2001 dans la pièce Monsieur chasse ! de Georges Feydeau puis en 2008 dans Le Banc de Gérald Sibleyras.
De 2003à 2016 ils effectuent des spots publicitaires pour la compagnie d'assurance la Matmut .
En 2009 et 2010, ils jouent au théâtre dans la pièce Le Dîner de cons.
En novembre 2012, ils arrêtent plus tôt que prévu leur pièce de théâtre Les Menteurs.
Régis Laspalès et Philippe Chevallier cogèrent la société de production « Pipo et Mario ».
Ils se séparent en 2016 car Laspalès s'oriente vers une carrière solo au cinéma.

## Sketchs
- Canard laqué
- Ce dont rêvent les français (Le Loto)
- C'est vous qui voyez / L'Agence de voyage / Le Train pour Pau
- Interview du chanteur
- La Boulangerie
- La Carte bancaire
- La Chanson de Paul
- La Culture
- La Diététique
- La Famille
- La France
- La Leçon de français
- La Maison de retraite
- La Nouvelle Grille télé
- La Pomaçon
- La Promenade
- La Publicité
- La Réception d'hôtel / Réception de l'hôtel / L'Hôtel
- La Redoute
- La Sécurité routière
- La Vente par correspondance
- La Visite
- L'Amputation
- L'Art moderne
- L'Astrologie
- Le Cinéma
- Le Coiffeur
- Le Débat télévisé
- Le Flamenco
- Le GPS
- Le Magasin de chaussures
- Le Mariage de l'homme seul
- Le Mariage pour tous
- Le Médecin et son Client
- Le Pavillon
- Le Psychiatre
- Le Racisme
- Le Restaurant
- Le Retour de vacances
- Le Réveillon de Noël
- Le Stand-up
- Le Tailleur
- Le Week-end / Le Week-end chez les amis
- Les Femmes
- Les Huîtres
- Les Œuvres
- Les Œuvres humanitaires
- Les Oiseaux
- Les Patelins
- Les Photographes
- Les Rêves
- Les Russes
- Les Sportifs
- Les Vacances au club
- L'Interview du candidat aux élections présidentielles
- S.O.S. détresse / Le Jeu de la vie
- Sketch muet / Les Dossiers
- Une histoire de spectacle (bonus)
- Seul dans la nuit

## Théâtre

### Spectacles
Les sketchs les plus joués sont Le Train pour Pau (C'est vous qui voyez / L'Agence de voyage), La Réception d'hôtel, Le Jeu de la vie (S.O.S. détresse), Les Femmes et Le Week-end chez les amis.

### Pièces de théâtre
- 1998 : Ma femme s'appelle Maurice de Raffy Shart, mise en scène Jean-Luc Moreau
- 2001 : Monsieur chasse ! de Georges Feydeau, mise en scène Jean-Luc Moreau[10], Théâtre du Palais-Royal
- 2004 : Déviation obligatoire de Chevallier et Laspalès
- 2008 : Le Banc de Gérald Sibleyras, mise en scène de Christophe Lidon, Théâtre Montparnasse
- 2009 : Le Dîner de cons de Francis Veber, mise en scène Jean-Luc Moreau, en tournée
- 2010 : Le Dîner de cons de Francis Veber, mise en scène Jean-Luc Moreau, Théâtre des Variétés
- 2012 : Les Menteurs d'Anthony Neilson, mise en scène Jean-Luc Moreau, Théâtre de la Porte-Saint-Martin

## Filmographie
- 1988 : Cinématon de Gérard Courant : Couple #41
- 1997 : Le Pari de Didier Bourdon et Bernard Campan
- 1998 : Ça n'empêche pas les sentiments de Jean-Pierre Jackson
- 2002 : Ma femme s’appelle Maurice de Jean-Marie Poiré
- 2003 : Les Gaous d'Igor Sékulic

Ils auraient également en projet d'écrire le scénario du prochain film de Costa-Gavras.
| Titre                      | Année | Réalisateurs                     | Entrées           |
| -------------------------- | ----- | -------------------------------- | ----------------- |
| Le Pari                    | 1997  | Didier Bourdon et Bernard Campan | 3 884 858 entrées |
| Ma femme s’appelle Maurice | 2002  | Jean-Marie Poiré                 | 710 531 entrées   |

## Télévision
- 1983 : Le Petit Théâtre de Bouvard, Antenne 2
- 1987 : Vive la télé, La Cinq
- 1987 : Farandole, La Cinq
- 1993 : Sacrée Soirée, TF1
- 1996 : Graines de star, M6
- 1997 : Fiesta, France 2
- 2009 : Les Stars du rire, France 2
- 2011 : Chaud les vamps, Paris Première
- 2011 : Les Années bonheur, France 2
- 2011 : Vincent Limites, Motors TV
- 2013 : Juste pour rire, NT1

## Radio
- 2011 : Les Grosses Têtes, RTL
- 2012 : Le Journal du rire, Rire et Chansons

## Hommages
Le duo est notamment parodié par l'imitateur Laurent Gerra dans ses spectacles et ses émissions radiophoniques quand ce dernier, en utilisant leurs personnages du sketch Le train pour Pau, souhaite railler les dysfonctionnements divers du service public français (grèves, intempéries, pannes diverses, etc.),.